# 阿隆佐·罗素
阿隆佐·罗素（英語：Alonzo Russell，1992年2月8日—）是一名专长于400米赛跑的巴哈马短跑运动员。他曾代表巴哈马参加了2015年世界田径锦标赛和2016年世界室内田径锦标赛，其中在2016年世界室内田径锦标赛上获得男子4×400米接力银牌。